# Visseiche

Visseiche este o comună în departamentul Ille-et-Vilaine, Franța. În 1 ianuarie 2022 avea o populație de 868 de locuitori.
Situat la 35 km de la Rennes și 23 km de la Vitre, orașul este străbătut de Seiche, oferind peisaj frumos.
Astăzi Visseiche are aproximativ 820 de locuitori.